# Eduardo Valdarnini
Eduardo Valdarnini (Dreux, 17 settembre 1991) è un attore italiano.

## Biografia
Nato a Dreux, in Francia, da padre italiano e da madre francese, è cresciuto a Roma, dove ha frequentato i corsi di Sociologia presso l'Università La Sapienza e ha studiato recitazione presso la Scuola d'Arte cinematografica Gian Maria Volontè.
Si fa notare nel 2016 per il ruolo di protagonista nel film Qualcosa di nuovo di Cristina Comencini, dove recita accanto a Paola Cortellesi e Micaela Ramazzotti.
Ha interpretato uno dei protagonisti nelle prime due stagioni della serie Netflix Suburra - La serie, in cui recita nel ruolo di Lele.
Nel 2021 recita nel film Maschile singolare, regia di Matteo Pilati e Alessandro Guida, sulla piattaforma streaming Prime Video.
Nel 2019 ha dichiarato di vivere a Parigi, dove convive con la fidanzata. La coppia ha un figlio, Elias, nato il 19 marzo 2022.

## Filmografia

### Cinema
- Pasolini, regia di Abel Ferrara (2014)
- Arianna, regia di Carlo Lavagna (2015)
- Qualcosa di nuovo, regia di Cristina Comencini (2016)
- I Liviatani - Cattive attitudini, regia di Riccardo Papa (2020)
- Maschile singolare, regia di Alessandro Guida e Matteo Pilati (2021)
- The Boat, regia di Alessio Liguori (2022)

### Televisione
- Suburra - La serie - serie TV, 18 episodi (2017-2019)
- Nero a metà, regia di Claudio Amendola ed Enrico Rosati - serie TV, 7 episodi (2022)
- Autumn Beat, regia di Antonio Dikele Distefano (2022)
- Fernanda, regia di Maurizio Zaccaro – film TV (2023)

### Corti
- Beato chi riceve la grazia, regia di Margherita Giusti (2012)

- I Distesi, regia di Tommaso Landucci (2015)

- Living in a movie, regia di Gabriele Muccino (2021)

### Web serie
- Roles, regia di Ludovico Di Martino (2013)

### Videoclip
- Più che umani di Nick Sick, regia di Ludovico Di Martino (2014)
- Stop the madness di So it Goes, regia di Valerio Z. Amer (2015)
- Una canzone che non so di Gazzelle, regia di Lorenzo Silvestri & Andrea Losa (2019)

### Pubblicità
- Gay Helpline, regia di Ludovico Di Martino (2014) - Campagna pubblicitaria contro l'omofobia della regione Lazio